# Feira de Níjni Novgorod
Feira de Níjni Novgorod (em russo:  Нижегородская ярмарка) é uma feira, um complexo de exposição, na Rússia, na cidade de Níjni Novgorod. A feira realiza dezenas de mostras especializadas, congressos e conferências pelo ano cada.

## História
A feira foi fundada em 1524 pelo grão-príncipe Basílio III na beira do rio Volga, perto de Vassilsursk (vila no oblast de Níjni Novgorod, perto da fronteira com Mari El). Em 1641 a feira desloca-se água acima de Volga, ao Mosteiro de Macário do Lago Amarelo, e tornou-se nomeada Feira de Makariev. Em 1816 a feira foi aniquilada pelo grande incêndio.
Em 1817 a feira foi deslocada mais água acima do grande rio, a Níjni Novgorod (depois, por muito anos, guardando nome “Makariev”), à foz do rio Oka (na beira baixa de Oka; agora este lugar é localizado no perímetro de Níjni Novgorod). Durante 4 anos a cidade de feira com edifícios de pedra foi construida segundo os projectos de Avgustin Betankur, Adreian Zakharov, Oguiust Monferran.
A feira de Níjni Novgorod no seu lugar moderno no século XIX tornou-se uma dos maiores grandes feiras internacionais na Europa (pela esta causa então Níjni Novgorod tinha alcunha russa "Algibeira da Rússia"). O estabelecimento comercial não funcionava durante a Guerra Civil e em 1930-1990.

### Algumas etapas

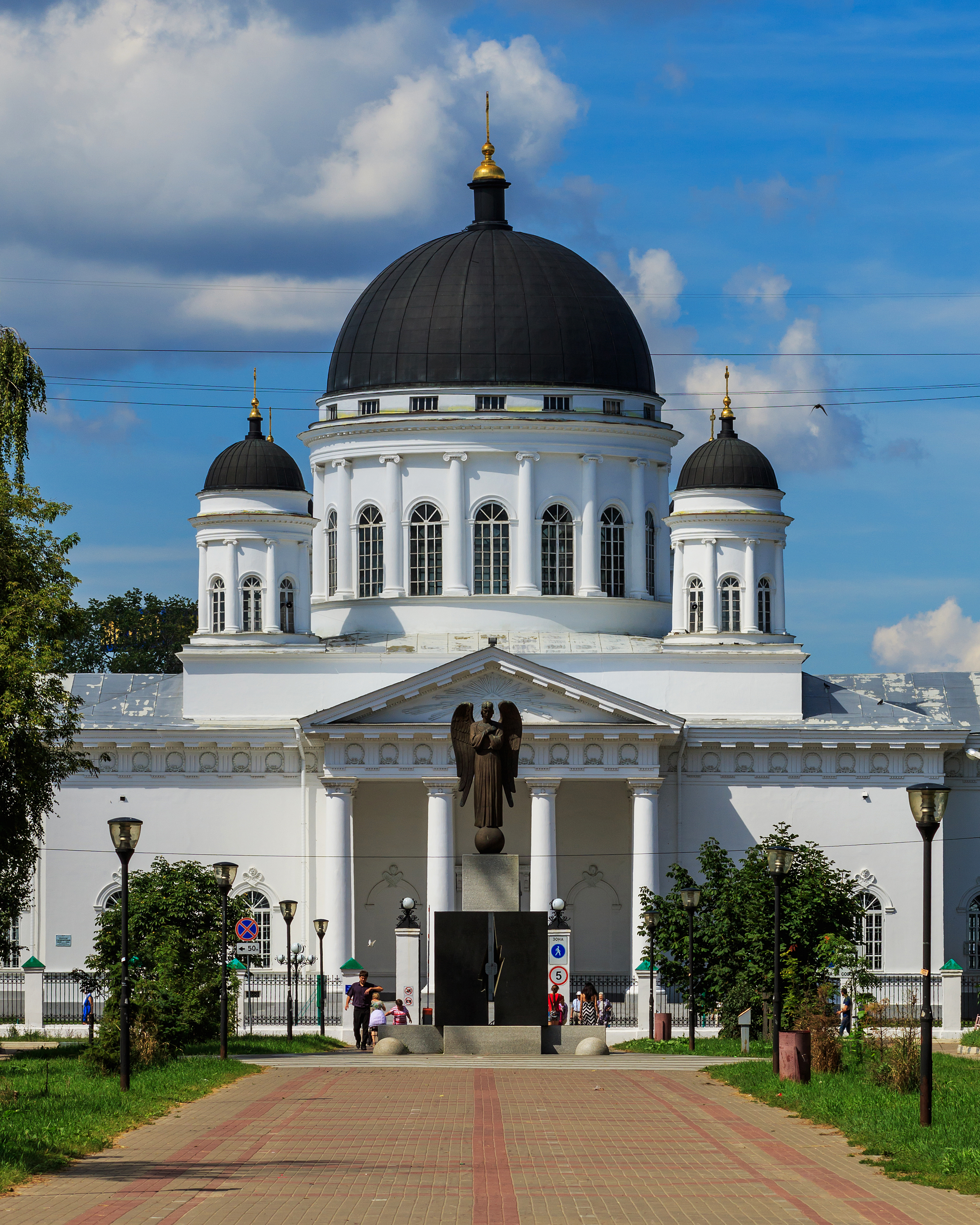
Catedral da Transfiguração

- 1822 – a Catedral da Transfiguração foi inaugurada
- década de 1820-década de 1830 – sistema de canais funcionava
- 1870 – água encanada geral começou funcionar
- 1878 – teatro para 1600 espectadores foi inaugurado
- 1885 – rede eléctrica geral começou funcionar
- 1886 - Catedral de Alexandre Nevsky foi inaugurada